# Jewgienij Gradowicz
Jewgienij Gradowicz (ur. 7 sierpnia 1986 w Igrimie) – rosyjski bokser, były zawodowy mistrz świata wagi piórkowej (do 126 funtów) federacji IBF.

## Kariera amatorska
W trakcie kariery amatorskiej wygrał 126 walk i 24 przegrał.

## Kariera zawodowa
Karierę zawodową rozpoczął 19 marca 2010. Do grudnia 2012 stoczył 16 walk, wszystkie wygrywając.
1 marca 2013 otrzymał szansę walki o tytuł mistrzowski federacji IBF w wadze piórkowej. Zmierzył się w Mashantucknet z broniącym tytułu Australijczykiem Billym Dibem. Zwyciężył niejednogłośnie na punkty i został nowym mistrzem świata.
30 maja 2015 w Londynie przegrał z Lee Selby (21-1, 8 KO), po czterech obronach stracił tytuł mistrza świata federacji IBF. W ósmej rundzie na czole Rosjanina pojawiło się rozcięcie, po konsultacji z lekarzem sędzia zastopował pojedynek. Z powodu kontuzji powstałej po przypadkowym zderzeniu głowami, podliczono karty sędziowskie (72:80, 73:79 i 73:79 dla Walijczyka). W czerwcu 2015 obóz Rosjanina złożył oficjalny protest do władz IBF w sprawie przerwania walki.